# DROMLAN
DROMLAN (Dronning Maud Land Air Network) är en ideell, internationell samarbetsorganisation för nationer med forskningsaktiviteter i Drottning Maud Land i Antarktis. Dess syfte är att ge deltagarna så ekonomiska, flexibela och tidseffektiva flygtransporter till och inom Dronning Maud Land som möjligt. Polarforskningssekretariatet driver de båda forskningsstationerna Wasa och Svea i området, och är svensk medlem i DROMLAN. Sveriges representant i DROMLAN är Magnus Augner vid Polarforskningssekretariatet.